# Dariusz Witold Mierzwa
Dariusz Witold Mierzwa (ur. 18 sierpnia 1959 w Chorzowie) – polski artysta plastyk, działający w nurcie surrealizmu i abstrakcji. Zajmuje się malarstwem, rzeźbą, scenografią, fotografią artystyczną, animacją komputerową oraz grafiką cyfrową. Jest członkiem ZPAP (Okręg Gdański) oraz Mondial Art Academia w Paryżu.

## Życiorys
Ukończył Liceum Plastyczne w Katowicach. W latach 80. i 90. współpracował z instytucjami kultury oraz stacjami telewizyjnymi, m.in. TVP3 Katowice, Sky Television, Metal Mind Productions i festiwalem Rawa Blues. W tym okresie pracował jako scenograf, współtworząc spektakle i widowiska multimedialne. Współpracował z reżyserami, takimi jak Kazimierz Kutz, Andrzej Wajda i Dariusz Goczał.
Od 2000 roku koncentruje się na malarstwie i sztuce cyfrowej. W swojej twórczości łączy tradycyjne techniki z nowoczesnymi narzędziami cyfrowymi. Eksploruje tematy związane z duchowością, relacją człowieka z naturą, zmianami klimatycznymi oraz emocjonalnością i przemijaniem.

## Twórczość
Tworzy zarówno obrazy olejno-akrylowe na płótnie, jak i prace w technice cyfrowej. W tradycyjnych dziełach stosuje warstwową strukturę malarską, wykorzystując klasyczne pigmenty, farby olejne, akrylowe oraz materiały strukturalne, takie jak gips, żywica czy płynny metal. Często stosuje laserunki i techniki reliefowe.
Obrazy cyfrowe dostępne są jako limitowane wydruki Fine Art (Giclée) na papierze Hahnemühle. Jego twórczość charakteryzuje się łączeniem surrealizmu, abstrakcji i symboliki z refleksją nad światem współczesnym i naturą.

## Wystawy (wybór)
- 2022 – Luxembourg Art Prize (finalista)
- 2022 – Malamegi Lab, Wenecja
- 2022 – BBA Gallery, Berlin
- 2022 – Las Laguna Art Gallery, Kalifornia
- 2022 – AVA Gallery, Dubaj
- 2023 – Art Résilience, Musée de Peinture, Saint-Frajou
- 2023 – Art Nou 277 Gallery, Barcelona
- 2024 – Espacio 120, Barcelona – ArteHOS
- 2024 – Regionalne Centrum Kultury, Kołobrzeg (wystawa indywidualna)
- 2025 – Artmajeur – 100-lecie surrealizmu, Paryż
- 2025 – Galeria Spełnionych Marzeń, Chorzów
- 2025 – Muzeum Realizmu Magicznego, Wisła

## Nagrody i wyróżnienia
- **Luxembourg Art Prize** – za całokształt twórczości (2023)[8]
- **Chronicle Award** – za osiągnięcia w fotografii artystycznej
- Obecność w międzynarodowej bazie artystów Akoun.com[9]

## Publikacje i media
- „Artmajeur Magazine” (Paryż)[10]
- „Revistart” (Barcelona)[11]
- Viewbug.com – profil fotograficzny[12]
- YouTube – relacje wideo z wystaw[13]